# نوحيدية

قوس قزح هو الرمز الحديث للنوحيدية

النوحيدية هي فرع توحيدي من اليهودية يقوم على أساس شرائع نوح السبع وتفسيراتها التقليدية في اليهودية الربانية. وفقًا للقانون اليهودي، لا يُلزم غير اليهود (الأغيار) بالتحول إلى اليهودية، لكنهم ملزمون بمراعاة قوانين نوح السبعة لضمان مكانهم في العالم القادم المكافأة النهائية للأبرار. تمت مناقشة العقوبة الإلهية المفروضة على انتهاك أي من القوانين النوحية في التلمود،  ولكن من الناحية العملية، تخضع للنظام القانوني العامل الذي أنشأه المجتمع ككل. يُشار إلى أولئك الذين يوافقون على الامتثال العهد النوحي باسم بني نوح ((بالعبرية: בני נח) أبناء نوح) أو النوحيون. تم تأسيس منظمات داعمة حول العالم على مدار العقود الماضية من قبل النوحيين أو اليهود الأرثوذكس.
تاريخيًا ينطبق المصطلح العبري «بني ناخ» على جميع غير اليهود كأحفاد لنوح. ومع ذلك فإنه يستخدم في الوقت الحاضر بشكل أساسي للإشارة خصوصًا إلى غير اليهود الذين يحترمون قوانين نوح السبعة.
وفقا لمصدر نوحيدي في عام 2018، يوجد أكثر من 20000 نوحيدي تحتوي الفلبين على العدد الأكبر منهم.

## شرائع نوح السبع
القوانين السبعة المدرجة في اليشناه في السنهدرين 56 أ هي: أن يكون هناك شرائع ومحاكم للمجتمع، والامتناع عن التجديف والوثنية مجموعة من ست علاقات جنسية محظورة والقتل والسرقة وأكل اللحم التي أزيل من جسد حيوان حي.

## الحركات التاريخية
يُعتبر الورعون مثالًا مبكرًا على مشاركة غير اليهود في المجتمع اليهودي. :30–32

## النوحيدية الحديثة
هناك مفهومان مختلفان للنوحيدية في اليهودية:
1. حركة بني نوح التي يلتزم أعضاؤها بالوصايا أو القوانين السبعة[9] فقط وتصر على أن الوصايا المتبقية لا تنطبق عليهم، وهذا هو رأي حركة حباد وعدد قليل من الحركات الأخرى. هذا يعني أنه لا يجوز للنوحيديين الاحتفال بيوم السبت أو دراسة التوراة (باستثناء القوانين السبعة)، إلخ.
2. حركة بني نوح التي يرى أعضاؤها أنه يمكنهم الالتزام التام باليهودية من أجل التعلم من اليهود والتبشير بالدار الآخرة (عولام حا-با) ولكن دون أن يصبحوا جزءًا من الشعب اليهودي (أي دون أداء الجيور). بعد قبول بني نوح الوصايا السبع الإلزامية يمكنهم - إذا رغبوا في ذلك - تنفيذ بقية الوصايا اليهودية، بما في ذلك دراسة التوراة والاتزام بالسبت والاحتفال بالأعياد اليهودية، إلخ. ويتبنعى هذا الرأي على سبيل المثال رافي يول شوارتز  [لغات أخرى]‏ اوري شرقي.

وفقًا للنهج الأول، فإن الإجابة على السؤال «هل يستطيع غير اليهودي الاتزام بالسبت ودراسة التوراة؟» تكون سلبية، على عكس الاتجاه الثاني.
في إحدى كتاباته، كتب موسى بن ميمون «يجب على الجوي ألا يراقب السبت ويدرس التوراة»، بينما في مكان آخر يقول «إذا أراد نوحيدي أن يحترم الوصايا الإضافية إلى جانب الوصايا السبع الأساسية لبني نوح، فهو يتلقى مكافأة من السماء، ونحن (اليهود) يجب أن ندعمه في هذا». كثير من الناس اقتبسوا أول تصريحاته، لا يعرفون بوجود التصريح الثاني. يشرح اوري شرقي (والمجلس الحاخامي لمنظمة بريت عولام) هذا التناقض عند ابن ميمون بقوله أن الجوي و وبني نوح هما مفهومان هالاخيان مختلفان .فالجوييم هم الجنتايل الذين لم يقبلوا بعد وصايا بني نوح. وحين يقبل الجوي الشرائع السبع يتوقف عن كونه من الغوييم ويصبح من بني نوح، وعلى هذا النحو يمكن اتباع وصايا إضافية، بما في ذلك الحفاظ على السبت وتعليم التوراة.

### المجلس الأعلى لبني نوح
تم اعتماد المجلس الأعلى لبني نوح الذي أنشئ لتمثيل مجتمعات بني نوح في جميع أنحاء العالم من قبل مجموعة تدعي أنها السنهدرين الجديدة ‏.

### المجلس الحاخامي للحركة نونهايدي
يتألف المجلس الحاخامي لحركة نولحيد من حاخامات أكاديمي نوحيد في القدس التي تضم الحاخام موشيه وينر، مؤلف الشيعة الإلهية، التجميع اكامل لقانون نوحيد للقانون ، الحاخام موشيه بيريتس، المدير التنفيذ لأكاديمية نوحيد القدس، الدكتور ايكل ولمان، الحاخام شمعون كوين، اخام يتسوك دوبوفيك، حاخام عساف ستنيتز، الحام زلمان نوتيك، والحام عاصي هاريل.

## إقرار
نظم الحاخام مائير كاهانا أحد أول المؤتمرات النوحيدية في الثمانينات. في عام 1990، كان كاهانا المتحدث الرئيسي في المؤتمر الدولي الأول لأحفاد نوح في فورت وورث، تكساس.
كانت حركة حباد لوبافيتش الأكثر نشاطًا في مجال التوعية النوحيدية، باعتقاد أن هناك قيمة روحية ومجتمعية لغير اليهود في الاعتراف على الأقل بالقوانين السبعة، وحتى قبلوها والاتزام بها. في عام 1991، كان لديهم إشارة إلى هذه القوانين المنصوص عليها في إعلان للكونجرس: الإعلان الرئاسي رقم 5956، الذي وقعه الرئيس جورج بوش الأب. إذ يشير إلى قرار مجلس النواب المشترك رقم 173 أن المبادئ الأخلاقية والمعنوية لجميع الحضارات تأتي جزئيًا من قوانين نوح السبعة، فقد أعلن في 26 مارس 1991 الذكرى التسعين لميلاد لوبافيتش ريبي باعتباره «يوم التعليم في الولايات المتحدة الأمريكية»، مع تذكير الكونغرس بأنه «بدون هذه القيم والمبادئ الأخلاقية، فإن صرح الحضارة يواجه خطرًا خطيرًا في العودة إلى الفوضى»، وأن «المجتمع يشعر بقلق عميق إزاء الضعف الأخير لهذه المبادئ، التي أسفرت عن الأزمات التي تحاصر وتهدد نسيج المجتمع المتحضر».
في أبريل عام 2006، التقى الزعيم الروحي للطائفة الدرزية في إسرائيل، الشيخ موفق طريف، بممثل حباد لوبافيتش للتوقيع على إعلان يدعو جميع غير اليهود في إسرائيل إلى الالتزام بالقوانين النوحيدية على النحو المنصوص عليه في الكتاب المقدس والشرح حسب التقليد اليهودي. وقّع رئيس بلدية مدينة شفا عمرو (الجليلة) - حيث تعيش المجتمعات المسلمة والمسيحية والدرزية جنبًا إلى جنب - الوثيقة.
في مارس 2007، جمعت حباد لوبافيتش سفراء من ست دول للمشاركة في تجمع للإعلان، باسم الدول التي يمثلونها، عن دعمهم للتعاليم العالمية لقوانين نوح. مثلوا بولندا ولاتفيا والمكسيك وبنما وغانا واليابان. كانوا جزءًا من برنامج خاص نظمه بواز كالي.
في أبريل، وافق عمدة أبو غوش سليم جابر على قوانين نوح السبعة كجزء من مظاهرة حاشدة نظمها حباد في استاد بلومفيلد في تل أبيب. في مايو، التقى الرئيس الفرنسي المنتخب حديثًا حينئذ نيكولا ساركوزي مع حاخام شاباد لوبافيتش دوفيد زاوي، الذي قدم له مؤلفًا عن التعاليم العالمية للقوانين النوحيدية.
في 2016، علم الحاخام الأكبر اسحق يوسف أن القانون اليهودي يتطلب أن غير اليهود الوحيدين المسموح لهم بالعيش في إسرائيل هم نوحيديين: «وفقًا للقانون اليهودي، يحظر على غير اليهودي أن يعيش في أرض إسرائيل - ما لم يقبل قوانين نوح السبعة». أصدرت رابطة مكافحة التشهير إدانة قوية لتعليقات يوسف، ودعته إلى التراجع عنها.

## وصلات خارجية
- Spitzer، Jeffrey. "The Noahide Laws". My Jewish Learning. مؤرشف من الأصل في 2019-05-30.
- The First Covenant Foundation
- Ask Noah International and "The Divine Code" – Shulchan Aruch (Code of Torah Law) for Gentiles
- Wikinoah: Online resource of history, halacha, publications, and websites concerning Bnei Noah
- OU Radio show on Bnei Noah — The Jew, The Minister and The Bnei Noah
- NoahideNations
- Noahide.org
- 7for70.com
- The Laws of Bnei Noach at Yeshiva.co
- A Noahide talks
- Noahide World Center
- Bene Noach Society
- Teachings for Bnei Noach (Noahides, Righteous Gentiles)

المجتمعات النوحيدية
- مجتمع نوحيد في المملكة المتحدة
- مجتمع نوحيد في أوكلاهوما
- نيويورك، مركز نيويورك
- مجتمع مؤسسة العهد الأول
- بناي نوح من تورونتو
- افتراضي مجتمع بناي نوح
- جماعة الدارما النوحيدية الجديدة في الهند